# بابل (الريف الشرقي)
بابل (بالفارسية: بابل) هي منطقة سكنية تقع في إيران في قسم الريف الشرقي الريفي. يقدر عدد سكانها بـ 169 نسمة بحسب إحصاء 2016.

## أعلام
- طلعت بصاري